# Cisticolidae
Famille
Les Cisticolidae sont une famille de passereaux qui comprend 27 genres et 158 espèces d'après la classification de référence du Congrès ornithologique international.

## Liste des genres
D'après la classification de référence (version 14.2, 2024) du Congrès ornithologique international (ordre alphabétique) :
- Apalis (26 espèces)
- Artisornis (2 espèces)
- Bathmocercus (2 espèces)
- Calamonastes (4 espèces)
- Camaroptera (5 espèces)
- Cisticola (53 espèces)
- Drymocichla (1 espèce)
- Eminia (1 espèce)
- Eremomela (10 espèces)
- Euryptila (1 espèce)
- Hypergerus (1 espèce)
- Incana (1 espèce)
- Malcorus (1 espèce)
- Micromacronus (2 espèces)
- Neomixis (3 espèces)
- Oreolais (2 espèces)
- Oreophilais (1 espèce)
- Orthotomus (13 espèces)
- Phyllolais (1 espèce)
- Phragmacia (1 espèce)
- Poliolais (1 espèce)
- Prinia (30 espèces)
- Schistolais (2 espèces)
- Scepomycter (2 espèces)
- Spiloptila (1 espèce)
- Urolais (1 espèce)

## Liste des espèces
D'après la classification de référence (version 5.2, 2015) du Congrès ornithologique international (ordre phylogénique) :